# NMB48 げいにん!
『NMB48 げいにん!』（エヌエムビーフォーティエイト げいにん）は、日本テレビで2012年から断続的に放送されていた深夜バラエティ番組。

## 各シリーズの放送日時
- 『NMB48 げいにん!』 - 2012年7月4日 - 9月26日、毎週水曜日0:59 - 1:29（火曜日深夜）。
- 『NMB48 げいにん!!2』 - 2013年4月4日 - 6月20日、毎週木曜日 1:29 - 1:59（水曜日深夜）。
- 『NMB48 げいにん!!!3』
  - 日本テレビ（関東広域圏） - 2014年7月5日 - 9月20日、毎週土曜日 1:58 - 2:28（金曜日深夜）。
  - サンテレビ（兵庫県） - 2016年1月27日 - 4月13日、毎週水曜日 18:30 - 19:00。

## 概要
NMB48にとって『なにわなでしこ』に続いて関東進出第2弾の冠番組となる。
シチュエーション・コメディ形式であり、番組本編はドラマパートと大喜利などに挑戦するパート、メンバーが持ち回りで漫才を披露するパート、メンバーにまつわるお題に挑戦する「NMB48げいにん! 昼休みクイズ」などに分かれている。アバンタイトルのナレーションはレギュラーメンバーが、次回予告はゲストメンバーがそれぞれ持ち回りで担当する。
舞台となる大阪・「私立なんば女学院」は創立80周年を迎える中高一貫の由緒ある女子校で、部活動において運動部、文化部ともに全国トップレベルの成績を誇り、その中には「メイド部」「CA部」「美少女部」など、普通の高校にあまりない部活動も多く、定員不足により部同士で大会の助っ人を務めることも少なくない。同校創立当初から続く伝統の部活「お笑い部」は、かつてプロの芸人も多く輩出し、隆盛を極めていたものの、現在はその勢いは鳴りを潜めている。
毎週火曜日に体育館で部活動の舞台発表が行われているという設定で、お笑い部は毎回漫才を披露をしている。漫才コンビはお笑い部としては「さやみるきー」「あいちゅん」「ななじょー」（後述）が常時活動しているが、舞台発表はメンバーを事前に届け出ていないため、本番は何らかの事情で即興ユニットを結成することも少なくなく、部員以外の生徒や姉妹校である「私立なんば第二女学院」の生徒が舞台に上がることもある。
『NMB48 げいにん!』では同部の部員が「女子高生お笑い選手権（JK-1選手権）」優勝を目指す姿を描く。『NMB48 げいにん!!2』は「JK-1選手権」が終了した後の物語で、「女子高生お笑い漫才選手権（NBTお笑い大賞）」の優勝を目指す。『NMB48 げいにん!!!3』は「なんば女学院」姉妹校である「なんば第二女学院」と統合した後の物語で、持ち代わりで迎えられる特別講師から「ガヤ芸」「一発ギャグ」といった様々なお笑い修業を積んでいく。また、姉妹校提携を結んでいる「私立エビフライ女子商」の生徒も新たに登場する。

## 登場人物
演者について言及のない人物は本人と同一の役名。ただし、本人役であっても年齢設定などが実際のものと異なる場合がある。課題などのアドリブパートでは、実際の本人について言及することがありドラマの設定と矛盾する場合があるが、本節ではドラマ上の設定のみについて言及する。()はふりがな。
- NMB48
  - お笑い部（在籍時レギュラー出演）
    - 山本彩 (やまもとさやか)- 3年A組。相方が転校したため新しい相方を探していたところ、顧問から渡辺美優紀を紹介され「さやみるきー」を結成。ボケ希望だったが渡辺美優紀の気質から自身はツッコミ担当になり、それにより「天性のツッコミ師」としての才能が開花する。部員からはよく顎をネタにされる。漫才ではツッコミ担当だが、たまにボケを担当することがある。後藤輝基先生のハリセンに叩かれることが多い。渡辺美優紀と喧嘩やツッコミが上手くなりたいストレスになった場合は後藤輝基先生と一緒にギターを弾き、体育館でギター漫談を披露した。
    - 渡辺美優紀 (わたなべみゆき)- 3年D組。新入部員。後藤輝基にスカウトされてお笑い部に入部し「さやみるきー」を結成する。一貫してボケ担当。おだてに弱く他の部のスカウトに簡単に付いて行ってしまう「ふわふわキャラ」だが、自身のアイドル性には揺らぐことのない自信を持っている。後藤輝基先生のハリセンに叩かれる回数が非常に多い。
    - 山田菜々 (やまだなな)- 3年A組。お笑い部部長。お世辞にもお笑いのセンスはあるとは言い難く、何かとすべり倒している。留年しており、部員からは「オバちゃん」扱いされている。日頃からピンでは面白くないと言われ続け、相方が見つからず悩んでいたところ、周りの勧めで城恵理子と「ななじょー」を結成。ツッコミ担当。城恵理子が部を離れている間はピンに戻り、再び苦悩の日々を過ごしていた。後藤輝基先生の時は大ボケ担当で、ハリセンで叩かれる事がかなり多い。収録中に号泣したことがある。
    - 福本愛菜 (ふくもとあいな)- 3年B組。スポーツ万能少女のため、運動部の助っ人を頼まれることもしばしばで、口より先に手を出そうとする言動が目立つ。空腹には人一倍弱い。小笠原茉由と「あいちゅん」を組んでいた。ツッコミ担当。JK-1選手権終了後、両親の仕事の都合で転校し、お笑い部を去る。必殺技は「あいにゃん波動砲(本人のキャッチフレーズ)」である。
    - 小笠原茉由 (おがさわらまゆ)- 3年B組。お笑い大好き。福本愛菜と「あいちゅん」を組むが、福本愛菜転校後は小谷里歩と「ちゅぽぽ」を結成。コンビでは主にボケ担当。渡辺美優紀と「ちゅんみるきー」ではツッコミ担当。劇中では司会を担当することが多い。理由は明かされていないが「NBTお笑い大賞」終了後にお笑い部を去っている。
    - 城恵理子 (じょうえりこ)- 中等部2年A組。入部資格のない中等部ながら、お笑いが好きで山本彩に憧れていたためお笑い部の部室に頻繁に出入りしていたところ、誘われる形で山田菜々と「ななじょー」を結成。ボケ担当。その後、JK-1選手権の参加資格が改定されたことにより正式に部員として認められるが、JK-1選手権終了後に海外留学のため一時的にお笑い部を離れる。綿菓子が大好物。数年後にはお笑い部に帰ってきた。
    - 小谷里歩 (こたにりほ)- 2年A組。霊感が強く、幽霊も見える。根暗で、お笑いには向いていなさそうだが、JK-1選手権終了後夢のお告げにより入部を決意し、小笠原茉由と「ちゅぽぽ」を結成。主にツッコミ担当。「NMB48 げいにん!THE MOVIE リターンズ卒業!お笑い青春ガールズ!!新たなる旅立ち」の宣伝隊長。しかし後藤輝基先生と話しかけて、漫才みたい話により、つっこんでしまったことがある。
    - 横山由依 (よこやまゆい)- 3年D組。親は裁判官で転校が多く、JK-1選手権終了後に東京から関西に出戻る形で転入し、そのままお笑い部に入部。作家志望で普段はおとなしいが、その正体は名の知れたはがき職人「鴨川オモロー」である。眼鏡をかけると人格が変わり、お笑いに対して一切の妥協を許さなくなる。「NBTお笑い大賞」終了後、両親の都合で再び東京に戻る。

  - お笑い部以外の生徒（ゲスト出演）
    - 近藤里奈 (こんどうりな)- 1年A組。放送部所属。劇中では渡辺美優紀の従妹で、渡辺美優紀がお笑い部に入ってからは部室に出入りするようになる。しかし、「起立！」と言っただけで、明石家さんま理事長の金色のハリセンで叩かれる事があった。
    - 吉田朱里 (よしだあかり)- 1年B組。CA部部長兼読モ部部長。実家は財閥で、丁寧な言葉遣いの中に、エリートであることを鼻にかけている節がある。「Excuse me」が口癖。中等部時代は美少女部に所属していた。矢倉楓子と一緒に漫才の場合はツッコミ担当である。
    - 太田夢莉 (おおたゆうり)- CA部副部長兼読モ部副部長。
    - 上西恵 (じょうにしけい)- メイド部部長兼ナース部部長。部活動では他人のために尽くすことに力を注いでいるが、それとは裏腹に毒舌の持ち主でもある。口癖は「アホか！死ね！バーカ！」である。漫才の時はボケ担当。サングラスをかけて宇宙人のものまねで、後藤輝基先生いわく「みうらじゅん」に似てて、つっこんだことやツッコミをしないでボケてしまうこともあった。
    - 谷川愛梨 (たにがわあいり)- メイド部所属。
    - 川上千尋 (かわかみちひろ)- 中等部3年A組。メイド部所属。劇中では上西恵の実妹で、お笑い部の尽力により笑顔を取り戻した。
    - 矢倉楓子 (やぐらふうこ)- 美少女部部長。白のワンピースがユニフォームであり部活中は常に着用している。漫才の時はボケ担当。「こんな放送部はイヤだ！」の時では、チャイム音が逆から鳴らしてしまい、「終わってもうたやないか！」と後藤輝基先生がツッコんだことがある。
    - 高野祐衣 (たかのゆい)- 3年D組。戦隊ヒーロー部所属。
    - 久代梨奈 (くしろりな)- 戦隊ヒーロー部所属。
    - 門脇佳奈子 (かどわきかなこ)- 川柳部部長。人見知りで、緊張している時は五・七・五の音数で会話をする。釣りが趣味。「NBTお笑い大賞」終了後、お笑い部に入部した。
    - 木下百花 (きのしたももか)- なんば第二女学院お笑い部部長。芸術系の部活動に力を入れているなんば第二女学院において、本学のお笑い部員すら存在を知らなかったお笑い部を盛り上げる異端児。部員が3人しかいないため全員でトリオ「やまももしゅう」を組んでいる。基本的にはボケ(大ボケ)担当。渡辺美優紀と一緒だった場合はツッコミ担当。
    - 薮下柊 (やぶしたしゅう)- なんば第二女学院中等部2年。お笑い部所属。「やまももしゅう」ではツッコミ担当。JK-1選手権後になんば女学院中等部の3年C組に転入し、新たに美少女部を兼部。ピアノ経験者。
    - 山本ひとみ (やまもとひとみ)- なんば第二女学院中等部2年。お笑い部所属。「やまももしゅう」ではツッコミ担当。理由は明かされていないが、JK-1選手権後に学年が上がっている。
    - 石塚朱莉 (いしづかあかり)- なんば第二女学院1年。お笑い部兼川柳部。お笑い部にはJK-1選手権終了後に入部。気性の荒い毒舌を前面に出した芸風が特徴だが、本人はかなりのビビりである。
    - 室加奈子 (むろかなこ)- なんば第二女学院2年。エプロン部所属。渡辺美優紀とユニット「むろみるきー」を組んでいる。しかし、後藤輝基先生のハリセンを避けて、逃げてしまうことがあった。
    - 東由樹 (あずまゆき)- なんば第二女学院3年。エプロン部所属。後藤輝基先生いわく「全部お米や！」とツッコんだことがある。
    - 白間美瑠 (しろまみる)- なんば第二女学院の生徒。花部所属。花言葉で会話する癖がある。人数が足りないお笑い部が「NBTお笑い大賞」に出場するための助っ人として渡辺美優紀に呼ばれる。50年前には同姓同名で容姿もそっくりな親戚がなんば女学院に在籍していた（後述）。なんば女学院転入後は、美少女部に所属。
    - 木下春奈 (きのしたはるな)- お笑いの強豪高である道明寺高校からの転校生。転校を機にお笑いには一区切りをつけていたが、芸人気質は衰えておらず山田菜々らの誘いでお笑い部に入部。容姿が瓜二つな実姉がおり、岸野里香とともにJK-1選手権のポスターのモデルになっている。
    - 市川美織 (いちかわみおり)- 東京からの転校生。転校を機に「不思議ちゃん」と呼ばれる自分を変えようとお笑い部へ入部。
    - 藤江れいな (ふじえれいな)- 演劇部所属。
    - 武井紗良 (たけいさら)- お笑い部所属。
    - 村瀬紗英 （むらせさえ）- 美少女部所属。1回だけ「ごめんなさい」を言って、後藤輝基先生が「ホンマに反省すな」とツッコんだことがある。
    - 内木志 （ないきこころ）- お笑い部所属。
    - 照井穂乃佳 （てるいほのか）- メイド部所属。
    - 梅田彩佳 （うめだあやか）
    - 渋谷凪咲（しぶやなぎさ）
    - 中野麗来（なかのれいな）
    - 松岡知穂（まつおかちほ）
    - 日下このみ(くさかこのみ)
    - 加藤夕夏（かとうゆうか）

  - その他（ゲスト出演）
    - 小柳有沙 (こやなぎありさ)- 保健医。その容姿や服装、喋り方から、男性と間違えられることもある。
    - 岸野里香 (きしのりか)- お笑い部OGで、卒業後はピン芸人として活動中。怒ると手がつけられなくなる。JK-1選手権のポスターのモデルとなっている。山本彩とコンビは「さやりか」である。
    - 小谷里歩の母（演 - 小谷里歩） - 容姿は娘にそっくりで、段取りや心境などを口に出していってしまう癖がある。
    - 笑いの神（演 - 吉田朱里） - お笑い部に伝わる「笑いの書」に書かれた方法で召還できるが、見かねて自ら現れることもある。若く見えるが年齢は834歳。スベルデビルの悪行に手を焼いている。
    - 笑いの天使（演 - 近藤里奈・矢倉楓子） - 笑いの神に付き従う天使。
    - スベルデビル（演 - 渡辺美優紀・城恵理子） - 「笑いの書」に書かれた方法で召還できる疫病神。呼び出した回数と同じ数の個体が登場する。全身黒い服装が特徴で、言葉を発さず自由気ままに振舞うが、ツッコミに弱い。
    - 衣裳の守り神（演 - 與儀ケイラ・薮下柊・吉田朱里・矢倉楓子・室加奈子） - 笑いの神の魔法により、夜2時ごろから1時間だけ人間の姿になれる。
    - 小山内さやか（演 - 山本彩） - なんば北高校3年生。岸野里香行きつけの中華料理店「来来軒」でアルバイトをしている。容姿や声は山本彩そっくりで、お笑い部員にも区別がつかない。
    - 白間美瑠 (しろまみる)- 在学中の50年前に不慮の事故で死を遂げた幽霊。生前は布部（ぬのぶ）の部長で、お笑い部などの衣装を製作。志半ばの死により成仏できずいる。降臨してもその姿は一部の人間にしか見えない。
    - スベリーランドの妖精（演 - 與儀ケイラ・薮下柊） - 寒いギャグで召喚できる妖精。ウケウケ大魔王の侵略を撃退するため、山田菜々に協力を依頼する。
    - ウケウケ大魔王（演 - 横山由依） - 爆笑をふりまく大魔王。スベリーランドを恐怖に陥れる。
    - もどりわらし（演 - 山本ひとみ・石塚朱莉） - 中身が入れ替わった人間を元に戻せる妖怪。座敷童を思わせる格好をしており、語尾に「もど」をつけて会話をする。
- フットボールアワー
  - 後藤輝基(ごとうてるもと) - お笑い部顧問。体育教師。ハリセンがトレードマーク。ツッコミが上手いと言われている。本人では、フットボールアワーのツッコミ担当である。主に山本彩、渡辺美優紀、山田菜々、相方の岩尾望などに叩く事が多い。明石家さんま理事長の金色のハリセンに叩かれたことがあった。さらに本人では、ギターを弾くのが趣味・特技である。
  - 岩尾望 (いわおのぞむ)- 学校職員として出入りしている。謎が多く、本人は認めていないがお笑いの心得があり、課題の時間にも顔を出すなどお笑い部の行く末を心配している。その正体はなんば第二女学院理事長で、なんば女学院と統合後は同校の学院長となる。ツッコミができないですごくボケたりする事がかなり多い。しかし、ボケを思いつかない事もあった。本人では、フットボールアワーのボケ担当である。皆からは「ヒゲまみれ」や「おっちゃん」など呼ばれている。自分が下をむいてるときは後藤輝基先生、明石家さんま理事長から「ハゲとるやないか！」と発言する。
- その他（ゲスト出演）
  - 明石家さんま （あかしやさんま）- なんば女学院理事長。金色のハリセンで特別授業を行う。後藤輝基先生より強めで叩く。
  - 高柳明音 （たかやなぎあかね）- 私立エビフライ女子商からの交換研修生。
  - 大矢真那 （おおやまさや）- 私立エビフライ女子商の生徒。
  - 北川綾巴 （きたがわりょうは）- 私立エビフライ女子商の生徒。
  - 田中菜津美 （たなかなつみ）- 私立エビフライ女子商の生徒。
  - 松井珠理奈 （まついじゅりな）- 私立エビフライ女子商の生徒。
  - 大場美奈 （おおばみな）- 私立エビフライ女子商の生徒。
  - 古畑奈和 （ふるはたなお）- 私立エビフライ女子商の生徒。
  - 木本花音 (きもとかのん)- 私立エビフライ女子商の生徒。

## 放送日程

### NMB48 げいにん!
| 話数     | 放送日        | サブタイトル              | ゲスト出演                          | 課題                                                           | 漫才担当                                          |
| -------- | ------------- | ------------------------- | ----------------------------------- | -------------------------------------------------------------- | ------------------------------------------------- |
| 第一話   | 2012年 7月4日 | さやみるき〜結成          | 近藤里奈                            | - なんば女学院 大喜利大会! - NMB48げいにん! 昼休みクイズ       | 山本彩×渡辺美優紀 （さやみるきー）                |
| 第二話   | 7月11日       | CA部襲来!                 | 吉田朱里 近藤里奈                   | - こんなCAに会いたい! - NMB48げいにん! 昼休みクイズ            | 福本愛菜×小笠原茉由 （あいちゅん）                |
| 第三話   | 7月18日       | 毒舌メイド部襲来!         | 上西恵 谷川愛梨                     | - NMB48げいにん! モノ萌えバトル!                               | 渡辺美優紀×山本彩 （さやみるきー）                |
| 第四話   | 7月25日       | 部長 大いに悩む!          | 近藤里奈                            | - NMB48げいにん! モノマネ大会!! - NMB48げいにん! 昼休みクイズ  | 山田菜々×城恵理子 （ななじょー）                  |
| 第五話   | 8月8日        | 恋するまーちゅん!         | 上西恵 小柳有沙                     | - こんなナース おったらえぇなぁ♥ - NMB48げいにん! 昼休みクイズ | 山田菜々×上西恵 （やまにし）                      |
| 第六話   | 8月15日       | あんた誰?                 | 岸野里香 上西恵 谷川愛梨 近藤里奈   | - NMB48げいにん! ポーズを合わせましょう!                       | 福本愛菜×小笠原茉由×城恵理子 （あいじょーちゅん） |
| 第七話   | 8月22日       | 目指せ!ミスプールサイド   | 吉田朱里 矢倉楓子 近藤里奈          | - オモシロ!カワイイヒト言 - プールでボケましょう!!             | 山田菜々×渡辺美優紀 （ななみるきー）              |
| 第八話   | 8月29日       | 笑いの書で大パニック?!    | 吉田朱里 近藤里奈 矢倉楓子          | - ツッコミ抜き打ちテスト!!                                     | 吉田朱里×近藤里奈 （女神と天使）                  |
| 第九話   | 9月5日        | なんば第二女学院がキター! | 木下百花 山本ひとみ 薮下柊          | - ボケ抜き打ちテスト!! - NMB48のことちょっと教えて             | 木下百花×山田菜々 （ななもも）                    |
| 第十話   | 9月12日       | 彩とさやか                | 木下百花 山本ひとみ 薮下柊 岸野里香 | - こんな出前はイヤだ!!                                         | 山本彩×岸野里香 （さやりか）                      |
| 第十一話 | 9月19日       | 幽霊の白間さん            | 白間美瑠 木下百花 山本ひとみ 薮下柊 | - プレッシャーに打ち勝て!9人の勇者 - こんな幽霊に会いたい!!    | 福本愛菜×小笠原茉由 （あいちゅん）                |
| 最終話   | 9月26日       | さやみるき〜大ゲンカ      | 木下百花 山本ひとみ 薮下柊          | - 中継リポートでボケよう!                                      | 渡辺美優紀×山本彩 （さやみるきー）                |

### NMB48 げいにん!!2
| 話数     | 放送日        | サブタイトル                        | ゲスト出演                                                                         | 課題                                                                 | 漫才担当                                     |
| -------- | ------------- | ----------------------------------- | ---------------------------------------------------------------------------------- | -------------------------------------------------------------------- | -------------------------------------------- |
| 第一話   | 2013年 4月4日 | 新入部員 小谷登場!                  | 上西恵 矢倉楓子 近藤里奈                                                           | - ツッコミ抜き打ちテスト - げいにん!!の勘を取り戻そう! モノボケ対決! | 渡辺美優紀×山本彩 （さやみるきー）           |
| 第二話   | 4月11日       | 転校生 横山入部!                    | 高野祐衣 木下百花 石塚朱莉                                                         | - 転校生でボケましょう! - NMB48をもっと知ろう! 最近どうなん?トーク   | 小笠原茉由×小谷里歩 （ちゅぽぽ）             |
| 第三話   | 4月18日       | 戦隊ヒーロー部 登場!                | 木下百花 石塚朱莉 吉田朱里 太田夢莉 高野祐衣 久代梨奈                              | - こんな戦隊ヒーローはイヤだ! - なんば女学院お笑い部in沖縄           | 渡辺美優紀×木下百花 （ももみるきー）         |
| 第四話   | 4月25日       | 毒舌メイド部の妹 登場!!             | 上西恵 川上千尋                                                                    | - こんなメイドはちょっとイヤだ! - モノマネのレパートリーを増やそう!  | 山田菜々×上西恵 （やまにし）                 |
| 第五話   | 5月2日        | ミス天使コンテスト!                 | 上西恵 川上千尋 矢倉楓子 近藤里奈 吉田朱里 高野祐衣 木下百花 石塚朱莉              | - おもしろメルヘン少女! - 清楚な美少女が絶対に言わないヒトコト!      | 石塚朱莉×山本彩 （さやんちゅ）               |
| 第六話   | 5月9日        | 山田部長 大金落とす!                | 吉田朱里 太田夢莉 高野祐衣 久代梨奈 木下百花 山本ひとみ 石塚朱莉 與儀ケイラ 薮下柊 | - こんな悪魔に会いたい! - 沖縄みやげを渡そう!                        | 山田菜々×石塚朱莉×山本ひとみ （Jギャップス） |
| 第七話   | 5月16日       | 川柳部 門脇さん登場!                | 門脇佳奈子 木下百花 山本ひとみ 石塚朱莉 與儀ケイラ 薮下柊                          | - お笑い部大喜利のコーナー - オモシロかわいいヒトコト!               | 横山由依×山本彩 （横山本）                   |
| 第八話   | 5月23日       | スベリーランドの妖精を救え!         | 門脇佳奈子 木下百花 山本ひとみ 石塚朱莉 與儀ケイラ 薮下柊                          | - 妖精さんでボケましょう! - NMB48をもっと教えて                      | 渡辺美優紀×小笠原茉由 （ちゅんみるきー）     |
| 第九話   | 5月30日       | 彩とみるきーが入れ替わる!           | 門脇佳奈子 木下百花 山本ひとみ 石塚朱莉 與儀ケイラ 薮下柊                          | - お化け屋敷でボケましょう!                                          | 小谷里歩×門脇佳奈子×木下百花 （りもたこ）    |
| 第十話   | 6月6日        | エプロン部 室&東 登場!              | 矢倉楓子 近藤里奈 吉田朱里 室加奈子 薮下柊 東由樹                                  | - こんな奥さんはイヤだ!                                              | 矢倉楓子×吉田朱里                            |
| 第十一話 | 6月13日       | 新入部員がやって来る!               | 矢倉楓子 近藤里奈 吉田朱里 室加奈子 薮下柊 東由樹 木下春奈 市川美織 白間美瑠       | - お花屋さんでボケましょう! - NMB48をもっと教えて!                   | 渡辺美優紀×山本彩 （さやみるきー）           |
| 最終話   | 6月20日       | さんま理事長登場!&さよなら!ゆいはん | 矢倉楓子 近藤里奈 吉田朱里 薮下柊 白間美瑠                                         | - こんな学校の先生はイヤだ!                                          | 山田菜々×横山由依 （横山田）                 |

### NMB48 げいにん!!!3
| 話数     | 放送日        | 臨時講師                    | 日直       | 課題 | 漫才担当                           |
| -------- | ------------- | --------------------------- | ---------- | --- | ---------------------------------- |
| 第一話   | 2014年 7月5日 | FUJIWARA                    | 山田菜々   | - 笑いの勘を取り戻そう! モノボケバトル! - FUJIWARA先生と一緒にギャグ作り                                                                                      | 渡辺美優紀×山本彩 （さやみるきー） |
| 第二話   | 7月12日       | ウーマンラッシュアワー      | 近藤里奈   | - 噛んだらダメよ! 超早口漫才チャレンジ! - NMB48をもっと知ろう!お前ら最近どーなん?                                                                             | 山田菜々×城恵理子 （ななじょー）   |
| 第三話   | 7月19日       | ピース                      | 薮下柊     | - 見よ!NMB48の成長した姿 ツッコミ抜き打ちテスト! - NMB48川柳発表会!                                                                                           | 小谷里歩×石塚朱莉×薮下柊           |
| 第四話   | 7月26日       | サンドウィッチマン          | 照井穂乃佳 | - お笑い部でボケましょうのコーナー こんな放送部はイヤだ! - 素人をおいしくイジリましょう!                                                                      | 上西恵×山本彩                      |
| 第五話   | 8月2日        | 日本エレキテル連合          | 山本彩     | - 学校でボケましょうのコーナー こんな日直はイヤだ! - 先輩カラんでください! - フリートークに挑戦! - 宣伝隊長小谷里歩が行く!                                    | 山田菜々×薮下柊                    |
| 第六話   | 8月9日        | 綾部祐二                    | -          | - 「NMB48げいにん! THE MOVIE リターンズ」ヒット祈願 夏の小旅行! - 渡辺リクエスト企画 バンジージャンプ                                                         | -                                  |
| 第七話   | 8月16日       | 東京03 綾部祐二             | 小谷里歩   | - 休み時間っぽく即興芝居! - 「NMB48げいにん! THE MOVIE リターンズ」ヒット祈願 夏の小旅行! - 渡辺リクエスト企画 バンジージャンプ - もっと見に来て!大作戦in池袋 | 山田菜々×山本彩 （ななさや）       |
| 第八話   | 8月23日       | バイク川崎バイク ピース     | 門脇佳奈子 | - 先輩カラんでください! - アクセル全開でぶっ飛ばせ! BKB選手権! - げいにん!!!3緊急企画 なにわなでしこ同窓会                                                    | 小谷里歩×小笠原茉由 （ちゅぽぽ）   |
| 第九話   | 8月30日       | ジャングルポケット シソンヌ | 吉田朱里   | - 先輩カラんでください! - アドリブ力を鍛えろ! 即興コントに挑戦! - フットボールアワーに何でも聞いてみようのコーナー                                            | 木下百花×市川美織×太田夢莉         |
| 第十話   | 9月6日        | ピース 大久保佳代子         | -          | - なんば女学院VSエビショー! 炎のモノボケバトル!! - 恋の万有引力 - ボケましょう!のコーナー こんな告白はイヤだ!                                                 | 山田菜々×薮下柊 （ななしゅう）     |
| 第十一話 | 9月13日       | Wエンジン                   | 渋谷凪咲   | - 本気のツッコミ抜き打ちテスト! - 先輩カラんでください! - Let's妄想コントこんなんされたら私 惚れてまうやろ選手権                                              | 村瀬紗英×市川美織×近藤里奈         |
| 最終話   | 9月20日       | -                           | -          | - 18歳以上のメンバー限定 アダルトNMB48トーク - ボケましょうのコーナー こんな次回予告はイヤだ!                                                                 | 渡辺美優紀×山本彩 （さやみるきー） |

## 主題歌・挿入歌
- テーマソング（オープニングの時に流れる）
  - NMB48「妄想ガールフレンド」 - NMB48 げいにん!
  - NMB48「届かなそうで届くもの」 - NMB48 げいにん!!2
  - NMB48「“生徒手帳の写真は気に入っていない”の法則」 - NMB48 げいにん!!!3
- 挿入歌（体育館でのお笑いライブ開始案内アナウンス時に流れる）
  - NMB48（白組）「結晶」 - NMB48 げいにん!
  - NMB48「僕は待ってる」- NMB48 げいにん! （最終話）
  - NMB48（白組）「星空のキャラバン」 - NMB48 げいにん!!2
  - NMB48（チームN）「ここにだって天使はいる」ー NMB48 げいにん!!!3（最終話）
- エンディング（次回予告の時に流れる）
  - NMB48「妄想ガールフレンド」- NMB48 げいにん!（第一話 - 第十一話）
  - NMB48「三日月の背中」- NMB48 げいにん!（最終話）
  - NMB48「届かなそうで届くもの」- NMB48 げいにん!!2（第一話 - 第十一話）
  - NMB48「太宰治を読んだか？」 - NMB48 げいにん!!2（最終話）
  - NMB48「“生徒手帳の写真は気に入っていない”の法則」 - NMB48 げいにん!!!3（第一話 - 第三話）
  - NMB48（チームN）「カトレアの花を見る度に思い出す」- NMB48 げいにん!!!3（第四話 - 第十一話）
  - NMB48「青春のラップタイム」- NMB48 げいにん!!!3（最終話）
- その他
  - Base Ball Bear「PERFECT BLUE」 - NMB48 げいにん!!2、NMB48 げいにん!!!3（オープニング前の予告でBGMとして使用された）

## スタッフ
2はげいにん!!2、3はげいにん!!!3から参加のスタッフ
- 企画プロデュース：秋元康
- ナレーター：松尾駿（チョコレートプラネット）（3）
- 構成：松原秀、谷口マサヒト、今井太郎（3）、高木洋志（3）
- TM：木村博靖（3）
- SW：小林宏義
- カメラ：望月達史（2は参加せず）
- 音声：宮内貞
- VE：飯島友美
- LD：高橋正彦
- 美術プロデューサー：大川明子、栗原和也（3）
- 美術デザイン：波多野真理
- 大道具：新山翼（3）、高塚敏史、米田尚弘（3）
- 小道具：伊沢英樹
- 衣装：栗田佐智子
- スタイリスト：スエタカヨーコ
- 編集：松崎猛（OMNIBUS JAPAN）
- MA：東口智大（OMNIBUS JAPAN）
- CG：佐野朋子（アイヴリックスタジオ）
- 音効：幾代学、田中健（3）（SPOT）
- TK：山沢啓子、丸山茜（3）
- 企画協力：窪田康志（AKS）、佐野裕一（田辺音楽出版）
- 製作委員会：篠田大暢（3）、松瀬真一郎（3）、佐野絵梨（3）
- AP：橋本早世（2）、吉澤枝里子（3）
- デスク：富重裕子
- AD：小川香織、臼杵花絵（3）、岩野綾子（3）、畑亜沙美（3）、藤本香奈（3）
- ディレクター：平井正寿（3）、成田真司（3）、清水克洋（3）
- 演出：新井秀和、藤田幸伸（2）
- プロデューサー：毛利忍、齋藤匠、渡邊崇士（3）
- チーフプロデューサー：藤井淳（3）
- 制作協力：acro
- 企画・制作：日本テレビ
- 製作著作：「げいにん!!!3」製作委員会（D.N.ドリームパートナーズ(3)、VAP）

### 過去のスタッフ
- 構成：柳しゅうへい、樅野太紀
- TM：小椋敏宏
- カメラ：大庭茂嗣
- 美術制作：茂木大樹
- 美術デザイン：熊崎真知子、柿崎愛子（2）
- 大道具：田中康之（2）
- 持ち道具：三野尚子
- メイク：奥松かつら
- CG：嵯野ともこ（アイヴリックスタジオ）
- 音効：富岡隆晃（2）
- TK：竹島裕子
- 編成企画：植野浩之
- 編成：横田崇、伊藤加寿子（2）
- 宣伝：鎌田淳平
- ライツ：渡部智明（2）
- コンテンツ：小林将高、向笠啓祐（2）
- AP：花塚増央（2）
- AD：古庄裕、三田祐
- 助監督：山形真依、和島朋美（2）
- ディレクター：後藤駿介（げいにん!のみ）、二村啓太、中尾光佐
- 演出：水口智就、双津大地郎、植木一実（2）
- プロデューサー：遠藤弘子、石原牧子（げいにん!ではAP）
- チーフプロデューサー：面高直子、福田博之（2）

## 劇場版

### 『NMB48 げいにん!THE MOVIE お笑い青春ガールズ!』
2013年2月17日、劇場版『NMB48 げいにん!THE MOVIE お笑い青春ガールズ!』（エヌエムビーフォーティエイト げいにんザ ムービー おわらいせいしゅんガールズ）の製作が発表された。テレビ版の設定を生かしたオリジナルの物語が描かれる。テレビ版でレギュラーのフットボールアワーは劇場版には出演していない（映画内でテレビに出演しているフットボールアワーが映るシーンはある）。また、メイン6人以外のNMBのメンバーや吉本の芸人が多数出演している。監督は日本テレビの内田秀実が務めた。
2013年3月25日に沖縄国際映画祭にて初上映され、2013年8月1日に順次全国で劇場公開された。

#### 出演
- NMB48
  - 山本彩：山本彩
  - 渡辺美優紀：渡辺美優紀
  - 横山由依：横山由依
  - 山田菜々：山田菜々
  - 小笠原茉由：小笠原茉由
  - 小谷里歩：小谷里歩
- お笑い部顧問：ケンドーコバヤシ
- 山本彩の母親：田中律子
- 渡辺美優紀の祖母：丘みつ子

#### スタッフ
- 監督：内田秀実
- 製作：佐野譲顕、岡本昭彦
- ゼネラルプロデューサー：奥山和由
- エグゼクティブプロデューサー：面高直子
- Co.エグゼクティブプロデューサー：神蔵克
- プロデューサー：毛利忍、新井秀和、難波利昭、奥井剛平、仲良平
- 編成企画：森實陽三、植野浩之
- 主題歌：NMB48「届かなそうで届くもの」
- 制作プロダクション：日テレ アックスオン
- 製作：「NMB48 げいにん! THE MOVIE」製作委員会 (日本テレビ放送網株式会社、吉本興業株式会社)
- 配給：よしもとクリエイティブ・エージェンシー

### 『NMB48 げいにん!THE MOVIE リターンズ 卒業!お笑い青春ガールズ!!新たなる旅立ち』
劇場版『NMB48 げいにん!THE MOVIE お笑い青春ガールズ!』（エヌエムビーフォーティエイト げいにんザ ムービー リターンズ そつぎょう おわらいせいしゅんガールズ あらたなるたびだち）は、前作「NMB48 げいにん!THE MOVIE お笑い青春ガールズ!」から1年後という設定で、お笑い部に所属する女子高生の奮闘ぶりの物語が描かれる。監督は前作同様、内田秀実が務める。
前作同様、メイン8人以外のNMB48のメンバーや吉本の芸人が多数出演している。テレビ版でレギュラーのフットボールアワーも前作同様に映画内でテレビに出演しているシーンがある。
2014年7月25日より順次全国公開された。

#### 出演
- NMB48
  - 山本彩（お笑い部3年）：山本彩
  - 渡辺美優紀（お笑い部3年）：渡辺美優紀
  - 山田菜々（お笑い部3年）：山田菜々
  - 小笠原茉由（お笑い部2年）：小笠原茉由（AKB48）
  - 小谷里歩（お笑い部2年）：小谷里歩
  - 薮下柊（お笑い部1年）：薮下柊
  - 矢倉楓子（幽霊部員）：矢倉楓子
  - 上西恵
- お笑い部顧問：ケンドーコバヤシ
- 山本彩の母親：田中律子
- 川田広樹（ガレッジセール）
- ライセンス
  - 井本貴史
  - 藤原一裕
- 綾部祐二（ピース）

#### スタッフ
- 監督：内田秀実
- 製作：中山良夫、柏木登、岡本昭彦
- ゼネラルプロデューサー：福田博之、奥山和由
- エグゼクティブプロデューサー：藤井淳
- Co.エグゼクティブプロデューサー：神蔵克、伊藤響
- プロデューサー：毛利忍、新井秀和、藤井裕也、中村直史、奥井剛平、森清知成
- 編成企画：福士睦、植野浩之
- 主題歌：NMB48「“生徒手帳の写真は気に入っていない”の法則」
- 制作プロダクション：日テレ アックスオン、アバンズゲート
- 企画制作：日本テレビ放送網株式会社
- 製作：「NMB48 げいにん! THE MOVIE リターンズ」製作委員会 (日本テレビ放送網株式会社、吉本興業株式会社、株式会社バップ)
- 配給：よしもとクリエイティブ・エージェンシー

## 関連商品

### DVD
発売元はいずれもバップ。
- NMB48 げいにん! DVD-BOX 初回限定豪華版（2012年12月25日）
  - 映像特典
    - メイキング「げいにん!」が生まれた日「げいにん!活動日誌」
    - 突撃げいにん!レポート
    - なんば女学院お笑い部 放課後トーク
    - JK-1ポスター撮影（岸野里香・木下春奈）
    - 吉田朱里と会議室でCAごっこ
    - 渡辺美優紀と会議室でCAごっこ

  - 封入特典
    - なんば女学院学生証
    - なんば女学院生徒手帳
    - NMB48げいにん!フォトブックレット
    - NMB48げいにん!DVD特製生写真3枚

- NMB48 げいにん!DVD-BOX 通常版（2012年12月25日）
  - 映像特典
    - ショートコント「じゃんけん」「占い」「ファストフード」「グルメリポート」「動物園」「くしゃみ」「相撲」「告白」「魚屋さん」「バイキング」「あっち向いてほい」「警察」「ファミレス」「山本ひとみギャグ5連発」
    - 未公開映像
      - #6 アドリブ未公開「ポーズを合わせましょう」
      - #11 アドリブ未公開「こんな幽霊に会いたい」
      - #12 未公開「山本彩のギター漫談」フルバージョン

    - げいにん!特選NG集
    - コンテスト「ミスプールサイド」フルバージョン

  - 封入特典
    - NMB48げいにん!フォトブックレット
    - NMB48げいにん!DVD特製生写真3枚

- NMB48 げいにん!!2 DVD-BOX 初回限定豪華版（2013年9月17日）
- NMB48 げいにん!!2 DVD-BOX 通常版（2013年9月17日）
- NMB48 げいにん!THE MOVIE お笑い青春ガールズ! 初回限定豪華版（2014年4月23日）
- NMB48 げいにん!THE MOVIE お笑い青春ガールズ! 通常版（2014年4月23日）